# 松山博昭
松山 博昭（まつやま ひろあき、1973年8月14日 - ）は、日本の映画監督、テレビ演出家。

## 経歴
1973年8月14日、岐阜県生まれ、上智大学出身。大学4年時に吉本総合芸能学院東京校に通う。
1998年フジテレビジョン入社。同局制作ドラマの演出補で経験を積み、2003年『ビギナー』で初演出。2007年の『LIAR GAME』シーズン1でチーフ演出。2009年の同シーズン2を経て、同ドラマの劇場版『LIAR GAME　ザ・ファイナルステージ』で映画監督デビュー。劇場版第二弾『LIAR GAME －再生－』も引き続き監督を担当。その後に手掛けたドラマシリーズ『信長協奏曲』『ミステリと言う勿れ』でも劇場版を監督している。
『信長協奏曲』劇場版では第5回JCCCトロント日本映画祭に招かれた。『ミステリと言う勿れ』ドラマ版で第111回ザテレビジョンドラマアカデミー賞監督賞を受賞（演出陣の連名）。フジテレビ以外の作品として、NETFLIX配信の『宇宙を駆けるよだか』『金魚妻』がある。

## 作品

### 映画
- LIAR GAME ザ・ファイナルステージ（2010年）
- LIAR GAME -再生-（2012年）
- 信長協奏曲（2016年）
- ミステリと言う勿れ（2023年）

### テレビドラマ
注記ないものはフジテレビ
- ビギナー（2003年）
- 冬空に月は輝く（2004年）
- 1 minutes（影　23時59分10秒～0時0分10秒）（BSフジ・2004年）
- 離婚弁護士
  - 離婚弁護士（2004年）
  - 離婚弁護士II〜ハンサムウーマン〜（2005年）
- 犯人デカ（2004年）
- 危険なアネキ（2005年）
- 小早川伸木の恋（2006年）
- もうひとつのシュガー＆スパイス（2006年）
- 松本清張スペシャル 蒼い描点（2006年）
- Mの司会者（2006年）
- ブロッコリー（2007年）
- LIAR GAME
  - LIAR GAME（2007年）
  - LIAR GAME シーズン2（2009年）
- フライトパニック（2007年）
- 松本清張スペシャル 殺人行おくのほそ道（2007年）
- ハチミツとクローバー（2008年）
- ハチワンダイバー（2008年）
- イノセント・ラヴ（2008年）
- ヴォイス〜命なき者の声〜（2009年）
- 4夜連続ドラマ「卒うた」（2010年）
- 東京リトル・ラブ（2010年）
- 幸せになろうよ（2011年）
- 監察医七浦小夜子〜法医学者の事件プロファイル〜（2011年）
- 鍵のかかった部屋
  - 鍵のかかった部屋（2012年）
  - 鍵のかかった部屋スペシャル（2014年）
- ラッキーセブンスペシャル（2013年）
- ビブリア古書堂の事件手帖（2013年）
- 失恋ショコラティエ（2014年）
- 信長協奏曲（2014年）
- 人は見た目が100パーセント（2017年）
- トレース〜科捜研の男〜（2019年）
- ミステリと言う勿れ
  - ミステリと言う勿れ（2022年）
  - ミステリと言う勿れ 特別編（2023年）
- 親愛なる僕へ殺意をこめて（2022年）※「総合演出」を兼ねる
- 君が心をくれたから（2024年）
- 全領域異常解決室（2024年）
- Dr.アシュラ（2025年）

### 配信ドラマ
- LIAR GAME X（FOD・2010年）
- 宇宙を駆けるよだか（Netflix・2018年）
- 金魚妻（Netflix・2022年）